# حصان الشمس السابع (رواية)
حصان الشمس السابع (بالإنجليزية: The Sun's Seventh Horse)‏ (بالهندية: सूरज का सातवाँ घोड़ा). هي قصة ما ورائية هندية ألفتها دارامفير ابراتي عام 1952، واحدة من رواد الأدب الهندي الحديث. تقدم الرواية ثلاثة قصص ذات صلة حول ثلاث نساء: جامونا، ساتي، وليلي. يروي الرواية مانيك الملا، الذي يشارك كشخصية أيضًا في الرواية، لأصدقاءه في وقت السابعة بعد الظهر، بنفس أسلوب الفصول الخمسة لرائعة ابن المُقفع كليلة ودمنة. تتحدث الرواية عن خيبات الأمل لدى هؤلاء النساء في حياتهن. ومن المعروف أيضًا أن تلك القصة الانعكاسية الذاتية تحاول مناقشة متلازمة ديفادا. نُشرت رواية حصان الشمس السابع بعد رواية بهاراتي الأولى غوني كا ديفتا (1949)، والتي اعتبُرت لاحقًا رواية كلاسيكية.
يروي مانيك في ثنايا أحداث الرواية علاقة حب «فريدة» في قصص مختلفة، ووجهات نظر الشخصيات المختلفة والأهمية الاجتماعية لهذه القصص، مع اختلاط الواقع بالخيال.
تُرجمت الرواية إلى الإنجليزية على يد ساتشيداناندا فاتسيايان ونُشرت في عام 1999. وصل عدد طبعات الرواية إلى 46 طبعة في عام 2012. تحولت الرواية في عام 1992 إلى فيلم للمخرج شيام بينيغال، وبطولة راجيت كابور، وياداف وراجيشوري ساخديف. حصل الفيلم على جائزة السينما الوطنية لأفضل فيلم روائي باللغة الهندية.

## روابط خارجية
- The Sun's seventh horse National Book trust